# Facelinidae
Facelinidae Bergh, 1889 è una famiglia di molluschi nudibranchi della superfamiglia Aeolidioidea.

## Tassonomia
La famiglia comprende i seguenti generi:
- Adfacelina Millen & Hermosillo, 2012
- Algarvia Garcia-Gomez & Cervera, 1990
- Amanda Macnae, 1954
- Anetarca Gosliner, 1991
- Antonietta Schmekel, 1966
- Austraeolis Burn, 1962
- Bajaeolis Gosliner & Behrens, 1986
- Burnaia M.C. Miller, 2001
- Caloria Trinchese, 1888
- Cratena Bergh, 1864
- Dicata Schmekel, 1967
- Echinopsole Macnae, 1954
- Emarcusia Roller, 1972
- Facelina Alder & Hancock, 1855
- Facelinopsis Pruvot-Fol, 1954
- Favorinus Gray, 1850
- Hermosita Gosliner & Behrens, 1986
- Herviella Baba, 1949
- Jason M.C. Miller, 1974
- Learchis Bergh, 1896
- Moridilla Bergh, 1888
- Myja Bergh, 1896
- Nanuca Marcus, 1957
- Noumeaella Risbec, 1937
- Palisa Edmunds, 1964
- Pauleo Millen & Hamann, 1992
- Phidiana Gray, 1850
- Pruvotfolia J. Tardy, 1970
- Pteraeolidia Bergh, 1875
- Sakuraeolis Baba, 1965
- Setoeolis Baba & Hamatani, 1965

### Alcune specie

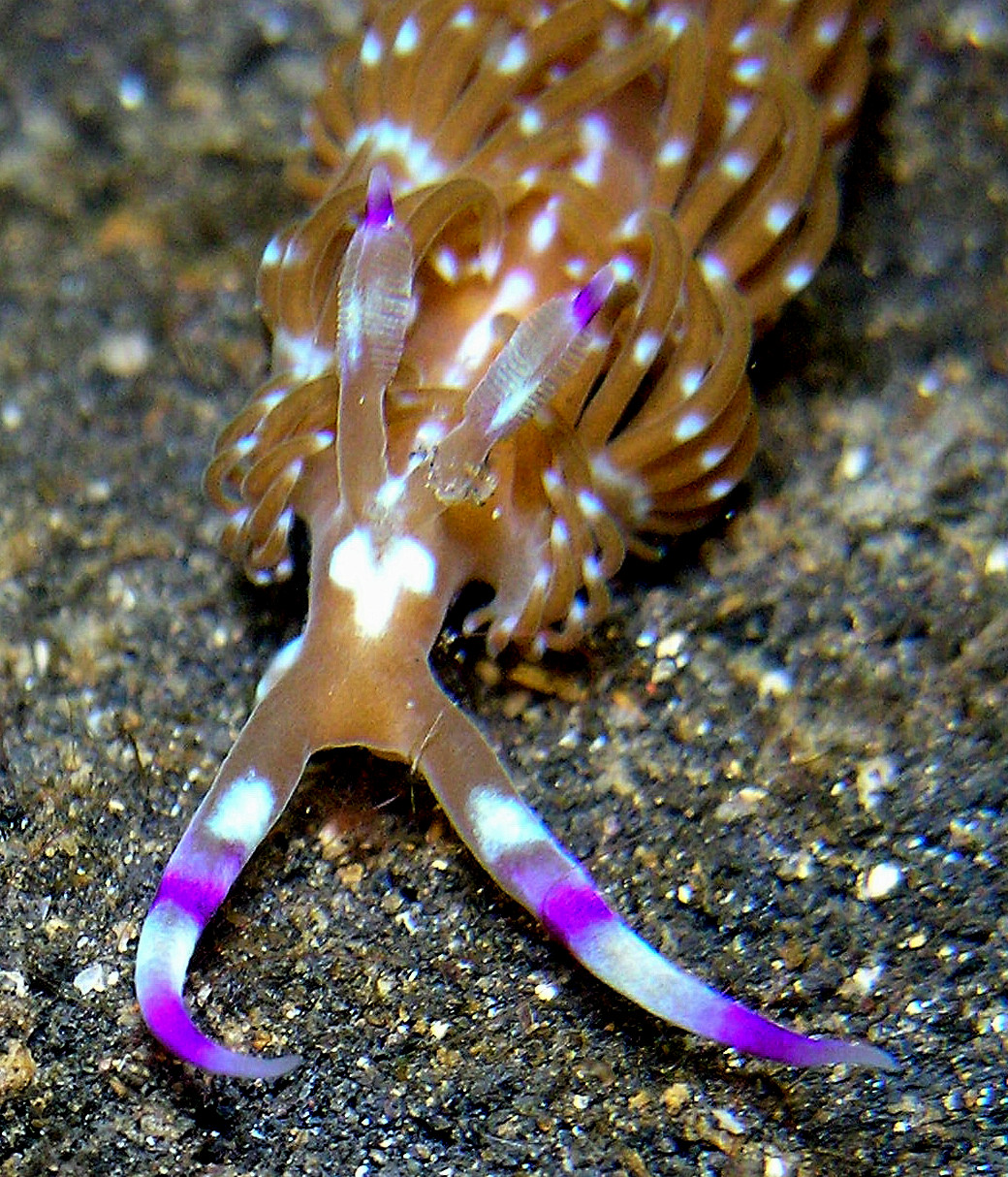
Austraeolis ornata
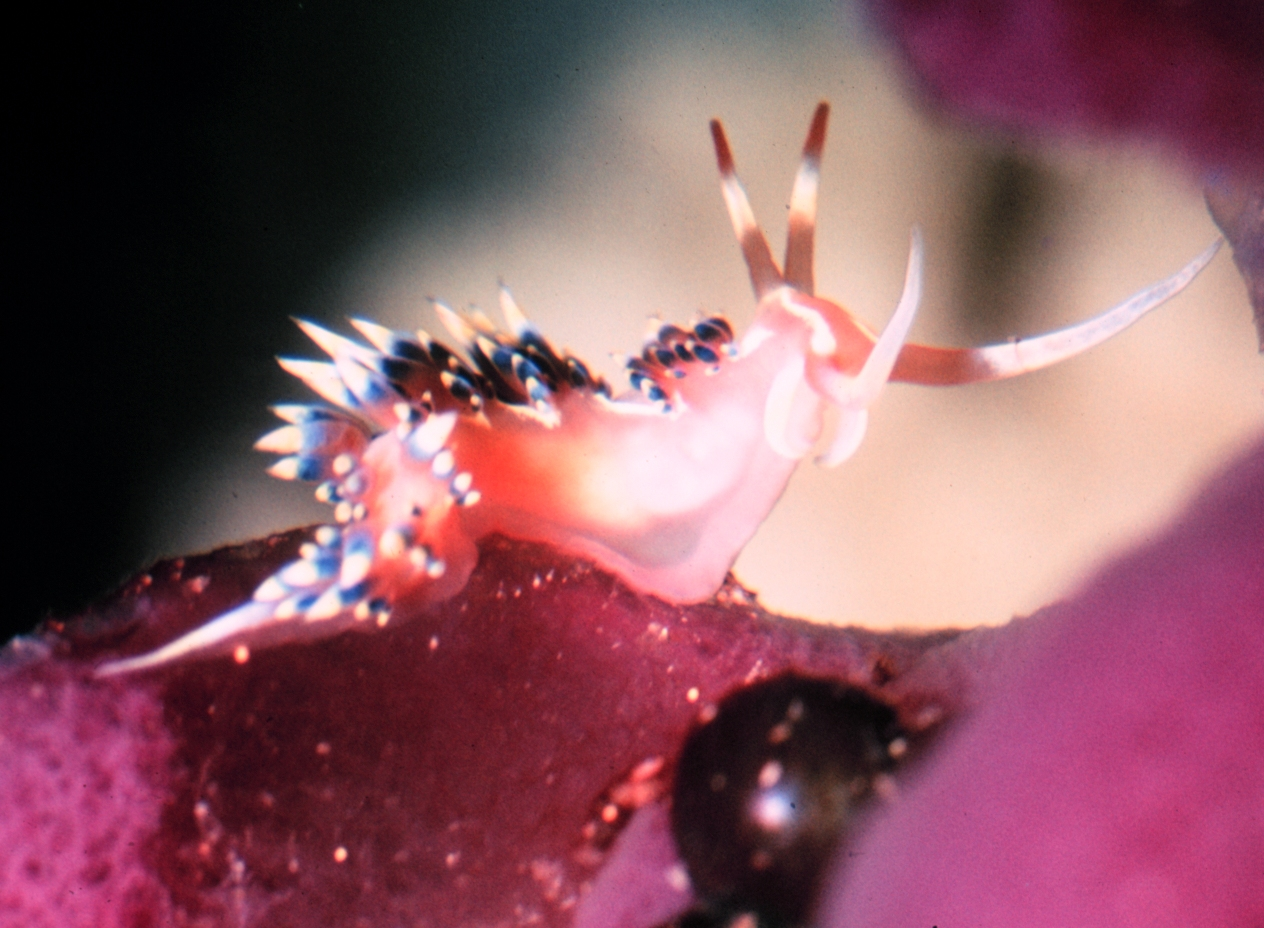
Caloria indica
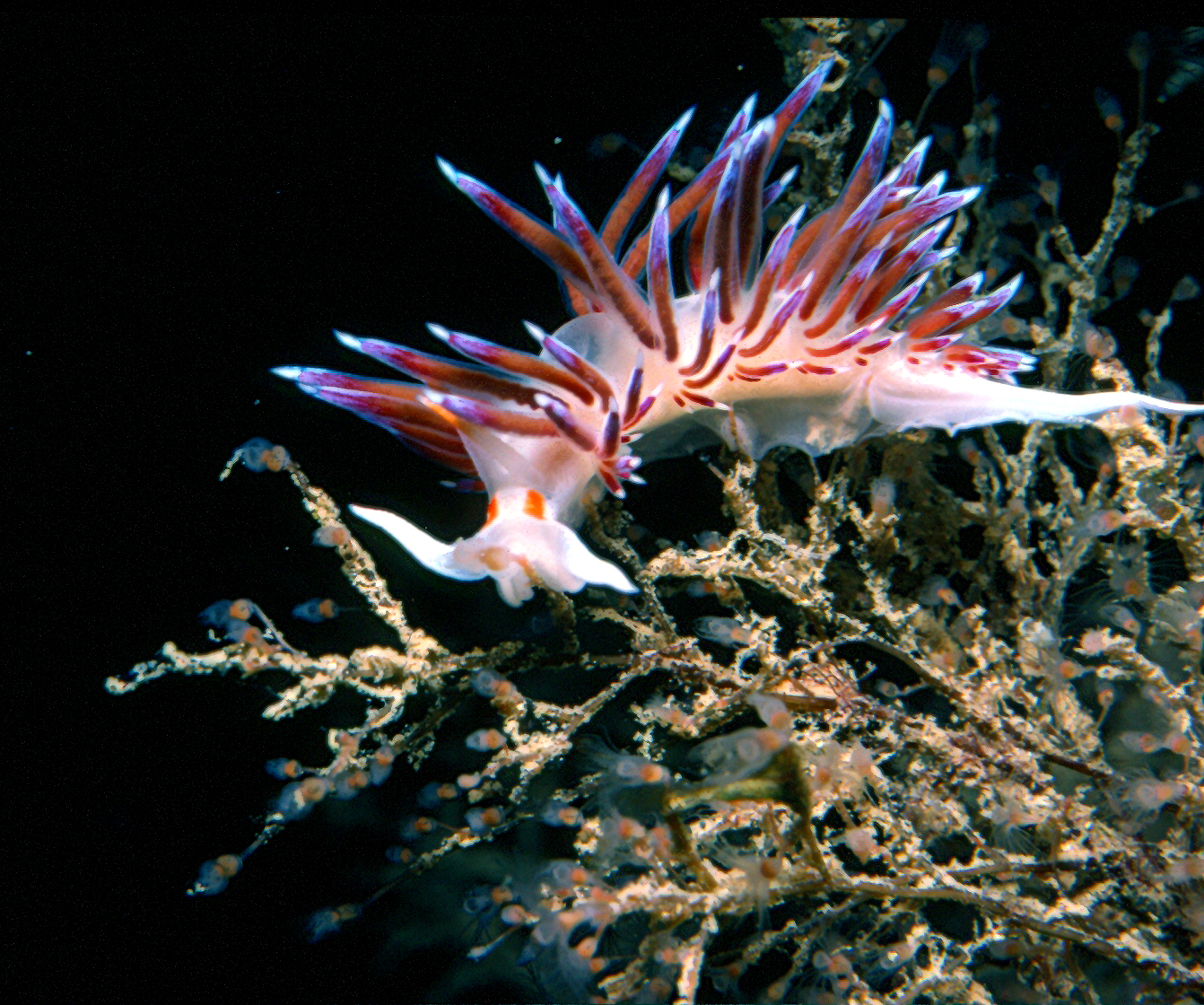
Cratena peregrina
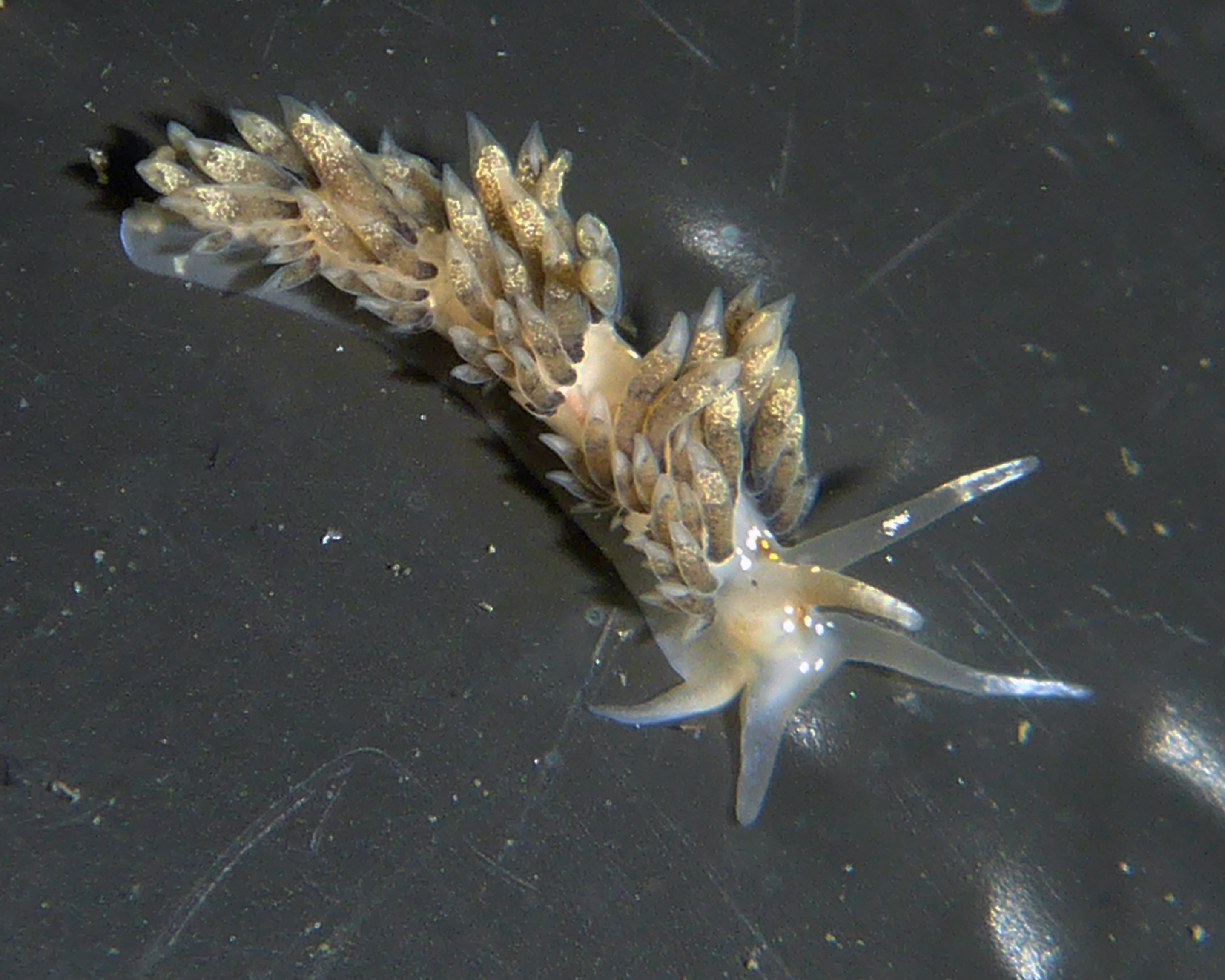
Emarcusia morroensis
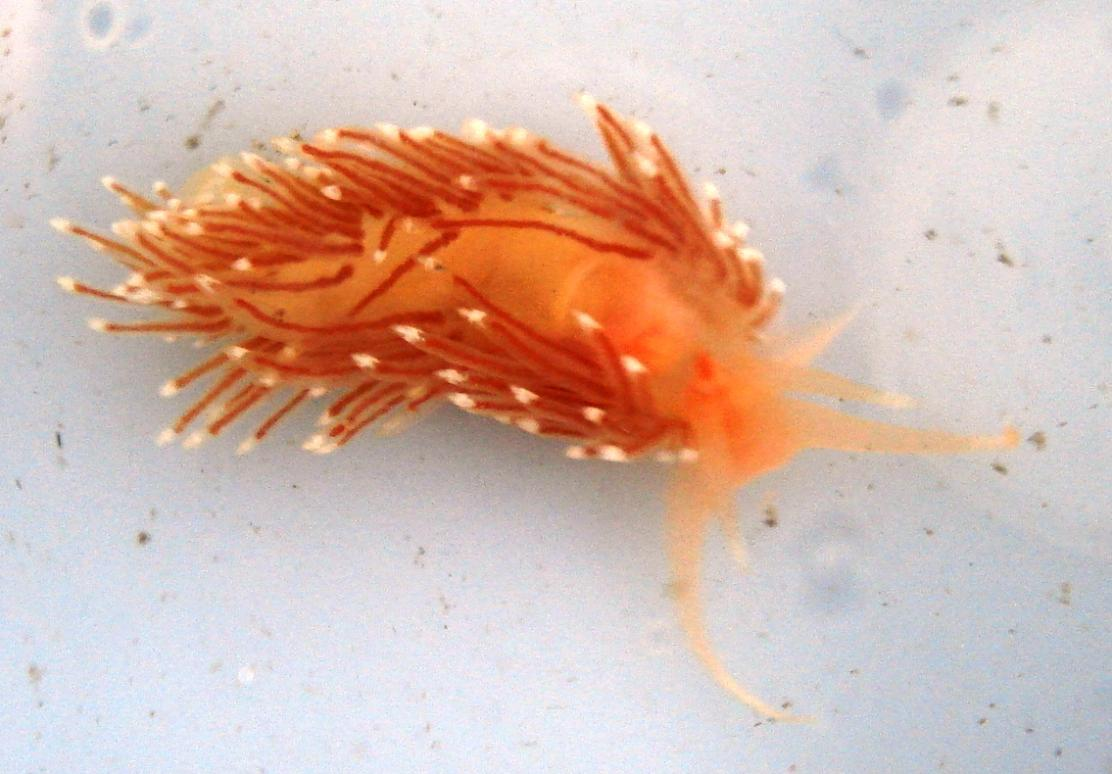
Facelina bostoniensis
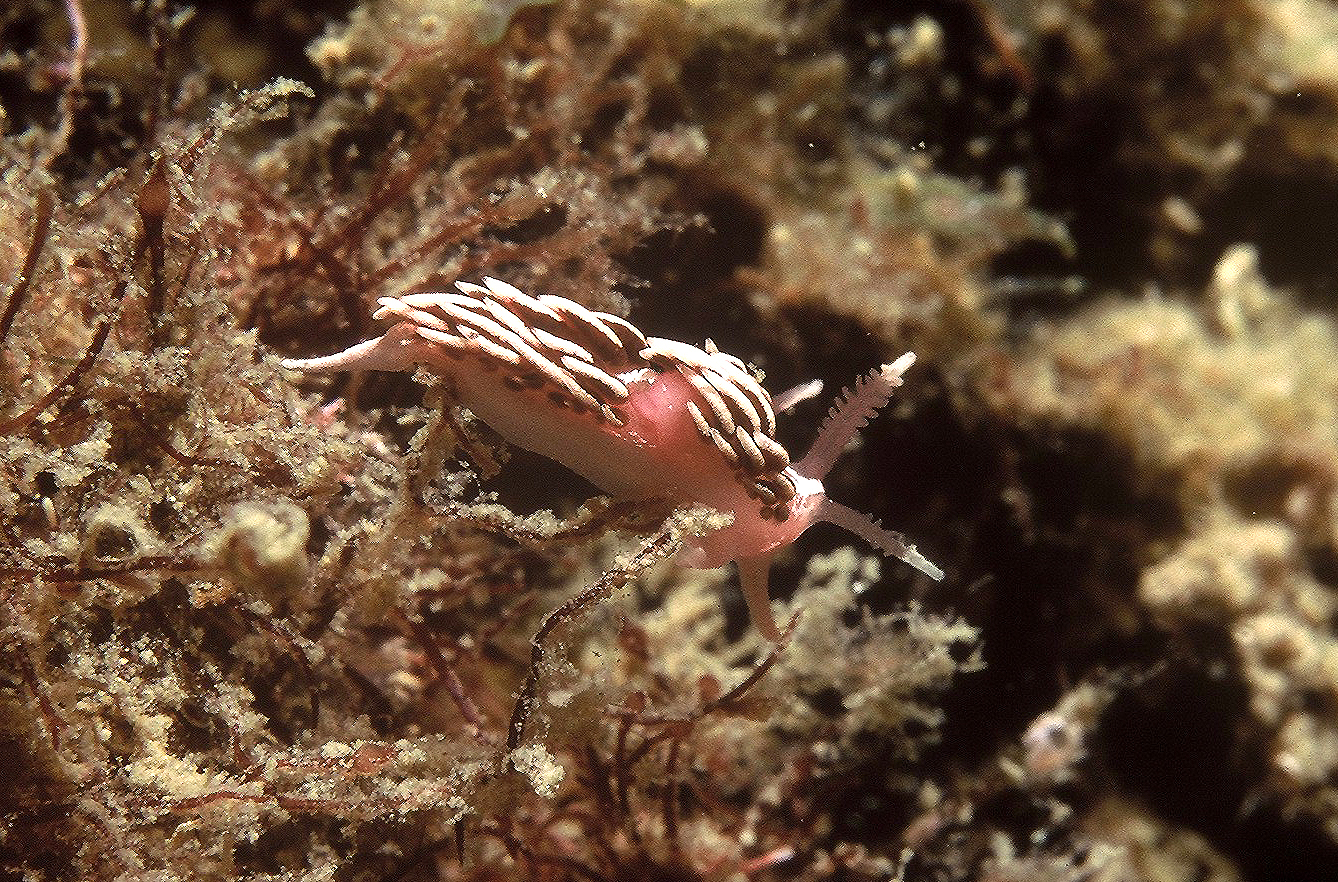
Facelinopsis marioni
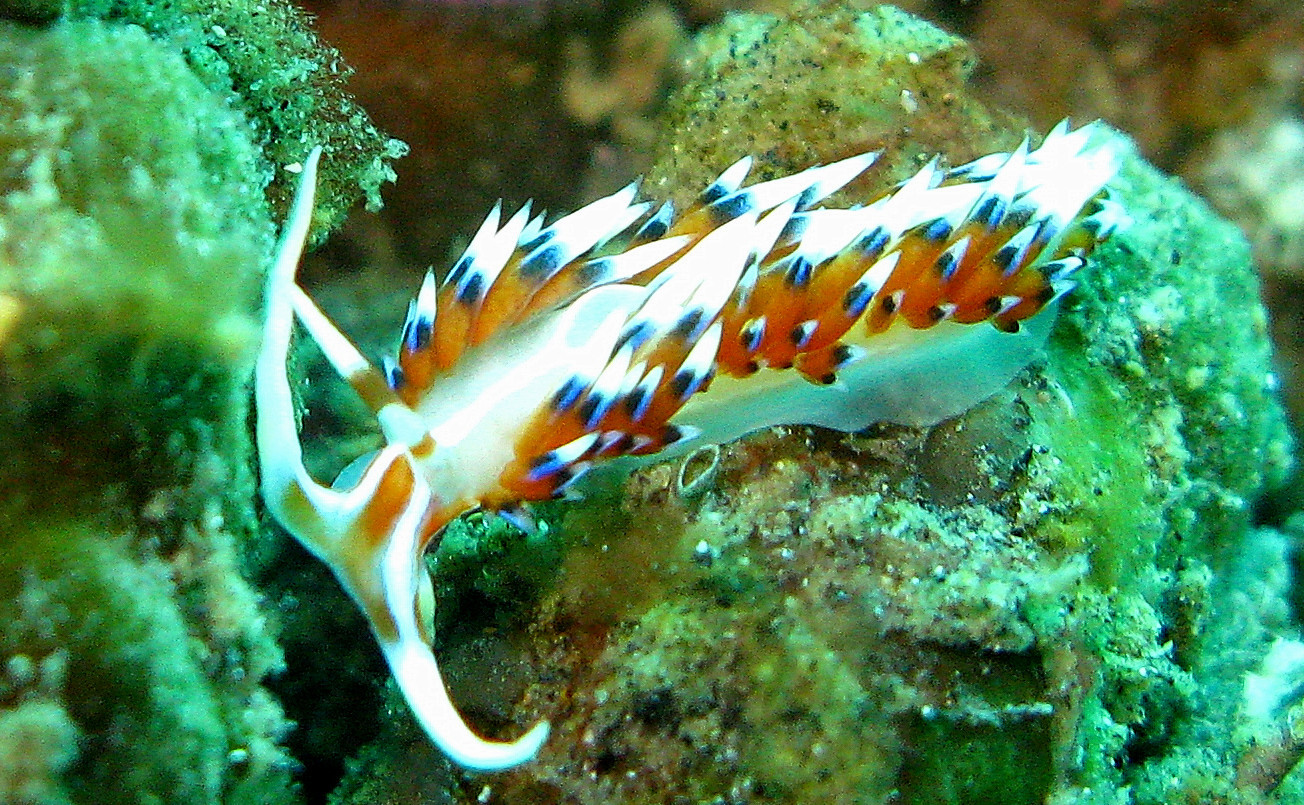
Favorinus tsuruganus
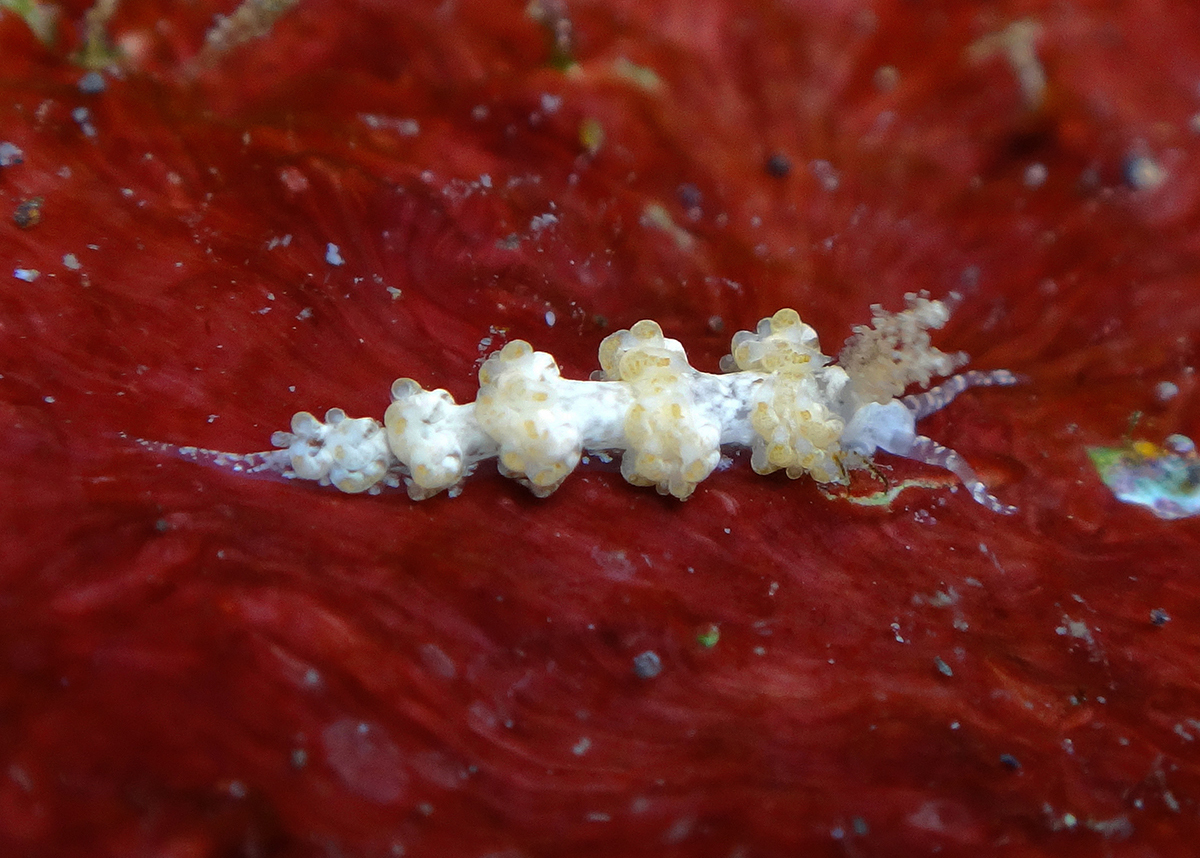
Noumeaella rehderi
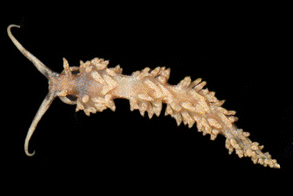
Palisa papillata
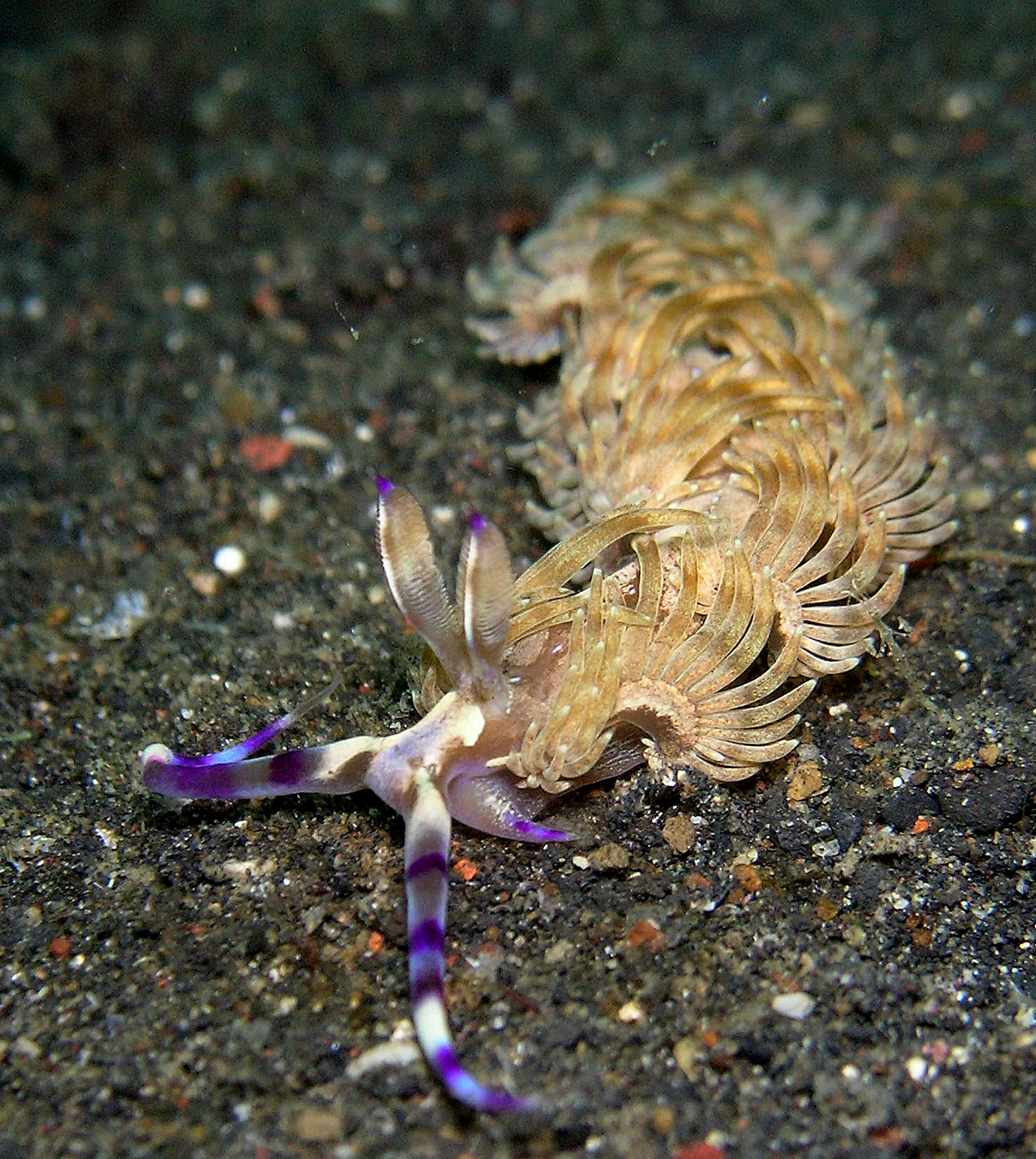
Pteraeolidia ianthina